# Судакский район
Судакский район (укр. Судацький район, крымскотат. Sudaq rayonı, Судакъ районы) — упразднённая административно-территориальная единица Крымской АССР и Крымской области с райцентром в Судаке (1923—1962, 1979—1991). В период 1962—1979 гг. его территория входила в Феодосийский городской совет.
Район занимал территорию, примерно соответствующую современному городскому округу Судак.
- Карта Судакского района. 1922 год.
- Судакский район в «Атласе СССР» 1928 года.

## История
О времени образования района существуют 2 версии: либо по постановлению Крымревкома об упразднении волостной системы от 8 января 1921 года, ещё в составе Феодосийского уезда, либо, скорее всего, в ноябре 1923 года, уже в составе Феодосийского округа. Примерный состав района на то время можно определить по карте Крымского Статистического Управления 1922 года. Дкретом ВЦИК от 4 августа 1924 года «Об упразднении некоторых районов Автономной Крымской С. С. Р.» в состав Судакского района из упразднённого Старо-Крымского были переданы сёла Эльбузлы, Шах-Мурза и Каргалык. По результатам Всесоюзной переписи 17 декабря 1926 года в районе насчитывалось 40 населённых пунктов, население составляло 15757 человек, национальный состав был следующим:
| Национальность  | Численность |
| --------------- | ----------- |
| Крымские татары | 12891       |
| Русские         | 1449        |
| Украинцы        | 505         |
| Крымские немцы  | 472         |
| Греки           | 123         |
| Армяне          | 118         |
| Белорусы        | 68          |
| Евреи           | 29          |
| Чехи            | 24          |
| Болгары         | 11          |
| Эстонцы         | 5           |
| Латыши          | 4           |
| Прочие          | 58          |

По новому районированию, на основании постановления Крымского ЦИК от 15 сентября 1930 года, район был определён, как татарский национальный. На 1 октября 1931 года население составило 15830 человек в 26 населённых пунктах. На 1934 год, согласно справочнику «Административно-территориальное деление Союза ССР на 15 июля 1934 года», население составило 16,6 тысяч человек.
По данным всесоюзной переписи населения 1939 года численность жителей района составила 20081 человек. В национальном отношении было учтено:
| Национальность  | Численность |
| --------------- | ----------- |
| Крымские татары | 14124       |
| Русские         | 4054        |
| Украинцы        | 915         |
| Крымские немцы  | 415         |
| Греки           | 183         |
| Болгары         | 80          |
| Евреи           | 79          |
| Армяне          | 51          |

На 1940 год, согласно справочнику «Административно-территориальное деление РСФСР на 1 января 1940 года», район включал следующие сельсоветы:

| - Ай-Серезский - Арпатский - Воронский - Капсихорский - Козский - Кутлакский - Ленинский сельский совет | - Отузский - Таракташский - Тельманский - Токлукский - Шеленский - Эльбузлынский |

Вскоре после начала Великой Отечественной войны, 18 августа 1941 года крымские немцы из района были выселены, сначала в Ставропольский край, а затем в Сибирь и северный Казахстан. В 1944 году, после освобождения Крыма от фашистов, согласно
Постановлению ГКО № 5859 от 11 мая 1944 года, 18 мая крымские татары из Баксана были депортированы в Среднюю Азию, а 27 июня того же года, согласно Постановлению ГКО № 5984сс от 2 июня 1944 года, та же участь постигла крымских болгар, греков и армян. 12 августа 1944 года было принято постановление № ГОКО-6372с «О переселении колхозников в районы Крыма» и в сентябре 1944 года в район приехали первые новоселы (2469 семей) из Ставропольского и Краснодарского краёв, а в начале 1950-х годов последовала вторая волна переселенцев из различных областей Украины.
Примерный перечень селений, входивших в район в послевоенное время, содержится в указах о переименованиях населенных пунктов Крыма 1945 и 1948 года. С 25 июня 1946 года район в составе Крымской области РСФСР, а 26 апреля 1954 года Крымская область была передана из состава РСФСР в состав УССР. 23 сентября 1959 года к Судакскому району была присоединена часть территории упразднённого Старокрымского района. Судакский район был упразднён указом Президиума Верховного Совета УССР «Об укрупнении сельских районов Крымской области» от 30 декабря 1962 года. При этом, на сайте Верховной рады Украины имеется постановление от 26 декабря 1991 года о ликвидации Судакского района и создании Судакского горсовета.